# Football League Group Trophy
La Football League Group Trophy fou una competició futbolística anglesa de curta durada que es disputà entre 1981/82 i 1982/83. La competició substituí la Copa Anglo-escocesa i fou substituïda per la Football League Trophy. Hi participaren clubs de la tercera i quarta divisió del futbol anglès.

## Historial
Font:
- 1981-82: Grimsby Town 3 - Wimbledon 2
- 1982-83:  Lincoln City 2 -  Millwall 3